# Saison 2010-2011 des Hurricanes de la Caroline
Autres saisons
Saison précédente Saison suivante
La saison 2010-2011 des Hurricanes de la Caroline est la 13e saison de la franchise de hockey sur glace et leur 13e saison au sein de la Ligue nationale de hockey.

## Joueurs

### Arrivées
| Joueur             | Date             | Durée du contrat | Salaire    | Ancienne franchise     |
| ------------------ | ---------------- | ---------------- | ---------- | ---------------------- |
| Anton Babtchouk    | 1er juillet 2010 | 1 an             | 1 400 000$ | Avangard Omsk          |
| Joe Corvo          | 7 juillet 2010   | 2 ans            | 4 500 000$ | Capitals de Washington |
| Patrick O'Sullivan | 29 juin 2010     | 1 an             | 600 000$   | Coyotes de Phoenix     |

### Départs
| Joueur           | Date             | Durée du contrat | Salaire    | Franchise suivante          |
| ---------------- | ---------------- | ---------------- | ---------- | --------------------------- |
| Ray Whitney      | 1er juillet 2010 | 2 ans            | 6 000 000$ | Coyotes de Phoenix          |
| Tim Conboy       | 15 juillet 2010  | 1 an             | 550 000$   | Sabres de Buffalo           |
| Brian Pothier    | 27 juillet 2010  | 2 ans            |            | Genève-Servette Hockey Club |
| Alexandre Picard | 31 juillet 2010  | 1 an             | 600 000$   | Canadiens de Montréal       |

### Départs par retraite
- Rod Brind'Amour

### Prolongation de contrat
| Joueur             | Durée du contrat | Salaire    |
| ------------------ | ---------------- | ---------- |
| Jared Staal        | 3 ans            | 1 550 000$ |
| Matt Kennedy       | 3 ans            | 1 550 000$ |
| Jiri Tlusty        | 1 an             | 500 000$   |
| Jay Harrison       | 1 an             | 500 000$   |
| Jérôme Samson      | 2 ans            | 1 025 000$ |
| Zack Fitzgerald    | 1 an             | 500 000$   |
| Jonathan Matsumoto | 2 ans            | 1 025 000$ |
| Justin Peters      | 2 ans            | 1 050 000$ |
| Nicolas Blanchard  | 2 ans            | 1 025 000$ |
| Casey Borer        | 1 an             | 500 000$   |
| Nick Dodge         | 1 an             | 500 000$   |
| Justin Pogge       | 1 an             | 500 000$   |
| Bryan Rodney       | 1 an             | 525 000$   |
| Riley Nash         | 3 ans            | 1 850 000$ |
| Brett Carson       | 1 an             | 500 000$   |
| Jeff Skinner       | 3 ans            | 2 430 000$ |

### Choix au repêchage
| Ronde | Rang | Joueur            | Position       | Nationalité | Équipe junior                                                      |
| ----- | ---- | ----------------- | -------------- | ----------- | ------------------------------------------------------------------ |
| 1     | 7    | Jeff Skinner      | Centre         | Canada      | Rangers de Kitchener (LHO)                                         |
| 2     | 37   | Justin Faulk      | Défenseur      | États-Unis  | États-Unis (USHL)                                                  |
| 2     | 53   | Mark Alt          | Défenseur      | États-Unis  | Cretin-Derham Hall High School (Minnesota high school boys hockey) |
| 3     | 67   | Danny Biega       | Défenseur      | Canada      | Harvard Crimson (ECAC Hockey)                                      |
| 3     | 85   | Austin Levi       | Défenseur      | États-Unis  | Whalers de Plymouth (LHO)                                          |
| 4     | 105  | Justin Shugg      | Ailier gauche  | Canada      | Spitfires de Windsor (LHO)                                         |
| 6     | 167  | Tyler Stahl       | Défenseur      | Canada      | Bruins de Chilliwack (LHOu)                                        |
| 7     | 187  | Frederik Andersen | Gardien de but | Danemark    | Frederikshavn White Hawks (AL-Bank Ligaen)                         |

### Numéros retirés
Le 18 février 2011, l'équipe retire le numéro 17 de son ancien capitaine Rod Brind'Amour alors qu'elle affronte les Flyers de Philadelphie, équipe pour laquelle Brind'Amour a également évolué.

## Match préparatoire
| No | Date         | Visiteur                  | Score  | Domicile                  | Bilan | Aréna                             |
| -- | ------------ | ------------------------- | ------ | ------------------------- | ----- | --------------------------------- |
| 1  | 21 septembre | Panthers de la Floride    | 4-1    | Hurricanes de la Caroline | 0-1-0 | RBC Center                        |
| 2  | 23 septembre | Hurricanes de la Caroline | 3-1    | Predators de Nashville    | 1-1-0 | Bridgestone Arena                 |
| 3  | 24 septembre | Predators de Nashville    | 2-1    | Hurricanes de la Caroline | 1-2-0 | RBC Center                        |
| 4  | 25 septembre | Hurricanes de la Caroline | 1-0    | Thrashers d'Atlanta       | 2-2-0 | Philips Arena                     |
| 5  | 29 septembre | Hurricanes de la Caroline | Annulé | Panthers de la Floride    |       | BankAtlantic Center               |
| 6  | 1er octobre  | Thrashers d'Atlanta       | 1-2    | Hurricanes de la Caroline | 3-2-0 | RBC Center                        |
| 7  | 4 octobre    | Hurricanes de la Caroline | 3-5    | SKA Saint-Pétersbourg     | 3-3-0 | Palais de glace Saint-Pétersbourg |

## Classement de saison régulière
| +001, | Capitals de Washington    | SE | 82 | 48 | 23 | 11 | 224 | 197 | 107 |  |  |  |
| +002, | Flyers de Philadelphie    | AT | 82 | 47 | 23 | 12 | 259 | 223 | 106 |  |  |  |
| +003, | Bruins de Boston          | NE | 82 | 46 | 25 | 11 | 246 | 195 | 103 |  |  |  |
| +004, | Penguins de Pittsburgh    | AT | 82 | 49 | 25 | 8  | 238 | 199 | 106 |  |  |  |
| +005, | Lightning de Tampa Bay    | SE | 82 | 46 | 25 | 11 | 247 | 240 | 103 |  |  |  |
| +006, | Canadiens de Montréal     | NE | 82 | 44 | 30 | 8  | 216 | 209 | 96  |  |  |  |
| +007, | Sabres de Buffalo         | NE | 82 | 43 | 29 | 10 | 245 | 229 | 96  |  |  |  |
| +008, | Rangers de New York       | AT | 82 | 44 | 33 | 5  | 223 | 198 | 93  |  |  |  |
|       |                           |    |    |    |    |    |     |     |     |  |  |  |
| +009, | Hurricanes de la Caroline | SE | 82 | 40 | 31 | 11 | 236 | 239 | 91  |  |  |  |
| +010, | Maple Leafs de Toronto    | NE | 82 | 37 | 34 | 11 | 218 | 251 | 85  |  |  |  |
| +011, | Devils du New Jersey      | AT | 82 | 38 | 39 | 5  | 174 | 209 | 80  |  |  |  |
| +012, | Thrashers d'Atlanta       | SE | 82 | 34 | 36 | 12 | 223 | 269 | 80  |  |  |  |
| +013, | Sénateurs d'Ottawa        | NE | 82 | 32 | 40 | 10 | 192 | 250 | 74  |  |  |  |
| +014, | Islanders de New York     | AT | 82 | 30 | 39 | 13 | 229 | 264 | 73  |  |  |  |
| +015, | Panthers de la Floride    | SE | 82 | 30 | 40 | 12 | 195 | 229 | 72  |  |  |  |

## Équipes affiliées
- Ligue américaine de hockey : Checkers de Charlotte
- ECHL : Everblades de la Floride